# Kostel Neposkvrněného početí Panny Marie (Königstein)
Kostel Neposkvrněného početí Panny Marie v saském městě Königstein (německy Kirche Mariä Unbefleckte Empfängnis Königstein) je římskokatolický filiální kostel postavený v letech 1910–1911 v novorománském slohu.

## Historie
Novodobé římskokatolické společenství bylo v Königsteinu ustanoveno v roce 1878. V roce 1880 si vybudovalo v areálu königsteinské pevnosti vlastní kapli. Roku 1906 zakoupila místní farnost za částku 11 500 marek pozemek pro stavbu vlastního kostela zasvěceného Neposkvrněnému početí Panny Marie. Základní kámen byl položen v roce 1910 a následujícího roku byla stavba dokončena. Dne 21. dubna 1912 stavbu vysvětil biskup a apoštolský prefekt Aloys Schäfer (1853–1914). Roku 1964 byla okna v presbytáři nahrazena vitrážemi.
Od roku 2018 je königsteinský kostel součástí pirenské farnosti jako filiální kostel. Je využíván k pravidelným bohoslužbám a chráněn jako kulturní památka pod číslem 09222966.

## Popis
Jednolodní sálový kostel postavený v novorománském slohu má loď obdélníkového půdorysu, na kterou v závěru navazuje odsazený trojboký presbytář. Jihovýchodní roh doplňuje hranolová věž s hodinami a zvonicí. Jako stavební materiál byl zvolen pískovec. Interiér je plochostropý, většina vybavení pochází doby výstavby kostela. Tři vitrážová okna v lodi pocházejí z doby výstavby kostela a zobrazují svatého Josefa s Ježíškem, svatou Annu s malou Pannou Marií a zmrtvýchvstalého Ježíše. Tři mladší vitráže v presbytáři jsou dílem Alfonse Garna (1926–2005) z Drážďan; prostřední zobrazuje růži jako symbol Matky Boží Panny Marie, patronky kostela. Dvoumanuálové varhany mají šest rejstříků a v roce 1911 je zhotovila dílna bratrů Jehmlichových. Vpravo od vítězného oblouku umístěný obraz ve stylu beuronské školy zobrazuje Madonu sedící na trůnu. Je dílem malířky Anny Marie von Oern (1846–1929).